# Status quo
Status quo (latinsko trenutno stanje) označuje utečeno (trenutno) stanje, pravzaprav pa največkrat trenutno stanje v državi, regiji, na določenem področju itd. Termin se največkrat uporablja v diplomaciji, kjer se obe stranki obvežeta, da bosta spoštovali status quo. Druga možnost dogovora je »in statu quo res erant ante bellum« (tj. stanje kot je bilo pred sporom, konfliktom).

## Politična raba
Tudi politiki se včasih sklicujejo na status quo, pogosto v primerih namerne dvoličnosti (to je z izgovorom, da ustaljenega - doseženega stanja ni mogoče sporazumno rešiti ali spremeniti). Clark Kerr je ob eni priložnosti dejal: Status quo je edina rešitev, zoper katero ni mogoče vložiti veta«, kar pomeni, da enostavno ni mogoče odločiti kako drugače, možne so le aktivnosti, s katerimi se lahko (nekaj) spremeni.